# La Guardia de Jaén
La Guardia de Jaén är en ort i Spanien.   Den ligger i provinsen Provincia de Jaén och regionen Andalusien, i den södra delen av landet, 300 km söder om huvudstaden Madrid. La Guardia de Jaén ligger 596 meter över havet och antalet invånare är 2 297.
Terrängen runt La Guardia de Jaén är varierad. Runt La Guardia de Jaén är det ganska glesbefolkat, med 34 invånare per kvadratkilometer. Närmaste större samhälle är Jaén, 9,0 km väster om La Guardia de Jaén. Trakten runt La Guardia de Jaén består till största delen av jordbruksmark.